# Aphis minutissima
Aphis minutissima är en insektsart som först beskrevs av David D. Gillette och Palmer 1928.  Aphis minutissima ingår i släktet Aphis och familjen långrörsbladlöss. Inga underarter finns listade i Catalogue of Life.